# 石泉城大屠杀
石泉城大屠杀，于1885年9月2日發生在美国怀俄明領地甘霖县石泉城的事件。肇因於白人与华人之间的种族关系紧张，而引起白人矿工对美国华人矿工的屠杀事件，当时正逢联盟太平洋煤炭部給付给华人矿工较低工资而存在着勞資爭議。在暴乱结束时，至少有28名华人矿工死亡，另有15名华人矿工受伤。暴徒烧毁75处华人住宅，造成约15万美元的财产损失。

## 背景
19世纪末，美国西部华人与白人之间的关系特别紧张，尤其在这场大屠杀前的十年間，而石泉城大屠杀的發生正是美国国内「反苦力」主张的明顯表现。
1882年的《排华法案》禁止了在十年間中国人移民至美国，但在这之前已有成千上万的中国人来到美国西部。几乎所有怀俄明州境内的中国移民，最初都从事铁路建筑工作，其中有许多人最终受雇于联合太平洋铁路公司所开设的煤矿。随着中国移民增加，白人之中的排华情绪也随之高涨。其中最主要的声音是來自於名为「劳工骑士」的全国性工会组织，此工會在石泉城设立了分会，而大屠杀中所有的暴徒都是此分会的成员，但劳工骑士方面認為他們和暴乱没有任何关系。
种族偏见和对太平洋联盟一贯的反感结合，最後导致这场屠杀事件。在1882年的排华法案中已經规定：「中国劳工前来美国，将不被允许」。在大屠杀前的几年中，引入中国劳工被认为是「比奴隶制度更糟糕」。从瑞典、威尔士、爱尔兰和康沃尔移民来的白人矿工，认为接受较低收入的华人矿工，會連帶拉底了他们的工资。

## 暴亂之後
暴乱刚结束後，美軍就部署在石泉城，並陪同幸存的中国矿工在暴乱一周之后回到石泉城。幸存的矿工中大部分已经逃到怀俄明的埃文斯顿。
当地舆论也立即做出反应，报纸輿論赞同暴动的结果，而怀俄明的报纸则仅限于对白人矿工暴乱原因的同情。这场屠杀掀起反华暴力行动的浪潮，尤其是在华盛顿州的西雅图区域。
暴乱發生之后，有16人被逮捕，但都因「证据不足」而释放。而事后美国政府赔偿清廷14.9万美元，作为中国留学生的公费奖学金。